# The Art of War
A The Art of War a svéd Sabaton power metal zenekar 2008-ban megjelent ötödik stúdióalbuma. Címét Sun Tzu ókori kínai hadvezér könyve, a The Art of War (A háború művészete) után kapta.
A dalok többsége az első és második világháború különböző eseményeivel foglalkozik, például a Gallipoli-i csata, a harmadik ypres-i csata, Lengyelország megtámadása, a finn-orosz Téli háború, a Kurszki csata, vagy Monte Cassino ostroma. Egyes számok, mint a címadó The Art of War, az Unbreakable és a Firestorm pedig Sun Tzu könyvének egy-egy fejezetét dolgozzák fel. Az albumot 2010. szeptember 24-én újra megjelentette az együttes a Nuclear Blast jóvoltából, The Art of War Re-Armed Edition címmel, 4 bónuszdallal fűszerezve.

## Az album dalai
1. "Sun Tzu Says" (Intro) - 0:23
2. "Ghost Division" - 3:51
3. "The Art of War" - 5:08
4. "40:1" - 4:10
5. "Unbreakable" - 5:58
6. "The Nature of Warfare" - 1:18
7. "Cliffs of Gallipoli" - 5:51
8. "Talvisota" - 3:32
9. "Panzerkampf" - 5:15
10. "Union (Slopes of St. Benedict)" - 4:05
11. "The Price of a Mile" - 5:55
12. "Firestorm" - 3:25
13. "A Secret" (Outro) - 0:37
14. "Swedish Pagans" - 4:13
15. "Glorious Land" - 3:19
16. "Art of War (Pre Production Demo)" - 4:48
17. "Swedish National Anthem (Live at Sweden Rock Festival 2009)" - 2:34

14-17: Re-Armed Edition bónusz

## Közreműködők
- Joakim Brodén - ének
- Rikard Sundén - gitár
- Oskar Montelius - gitár
- Pär Sundström - basszusgitár
- Daniel Mullback - dob
- Daniel Mÿhr - billentyűs hangszerek

## Külső hivatkozások
- Az együttes hivatalos oldala (angolul)
- metal-archives.com
- Sabaton dalszövegek (angolul)